# Deutsche Afrikapolitik
Deutsche Afrikapolitik beschreibt die Außenpolitik der Bundesrepublik Deutschland in Beziehung zu den Ländern des afrikanischen Kontinents.

## Geschichte
Von 1884 bis zum Abschluss des Versailler Vertrags 1919 existierten auf dem afrikanischen Kontinent mehrere deutsche Kolonien. In der Weimarer Republik gab es durchgehend Forderungen, die deutschen Kolonien zurückzugewinnen. Nachfolgend wurde der Kolonialrevisionismus und die Kolonialpropaganda im NS-Staat von 1933 bis zur Kriegswende 1942/43 zumindest geduldet. Auch deutsche Handelsaktivitäten auf dem Kontinent wurden weitergeführt bzw. wieder aufgenommen, „ein größeres, gar flächendeckendes, staatliches Afrikaengagement des Deutschen Reichs konnte aber bis zum Ende des Zweiten Weltkriegs nicht verwirklicht werden“.
Die Afrikapolitik der jungen Bundesrepublik, die mit dem Wiedererlangen der außenpolitischen Teilsouveränität 1955 Fahrt aufnahm, wurde vor allem durch die Hallstein-Doktrin und den Druck der USA, durch Entwicklungshilfe die Ausbreitung des Kommunismus einzudämmen, beeinflusst. Bereits 1954 forderte der Vorsitzende des Bundestagsausschusses für Außenhandelsfragen, Reinhold Bender, von den Vereinten Nationen vergeblich die Übertragung der Treuhandschaft einer ehemaligen afrikanischen Kolonie auf die Bundesrepublik. Nach der Aufgabe der Hallstein-Doktrin gewannen entwicklungspolitische Ziele für die deutsche Afrikapolitik an Bedeutung, obwohl auch die Rohstoffversorgung der Bundesrepublik sichergestellt werden sollte. Innenpolitische Kontroversen gab es zum Umgang mit dem Apartheidsregime in Südafrika. Die deutsche Afrikapolitik konzentrierte sich auf das südliche Afrika, um die Beziehung zu den USA und Frankreich nicht zu gefährden, die im Rest Afrikas eigene Interessen vertraten. Die Afrikapolitik lag hauptsächlich im Aufgabenbereich des BMZ. Die Afrikapolitik der DDR konzentrierte sich auf Länder wie Angola und Mosambik, wurde aber gegen Ende der 1980er zurückgefahren.
Nach der deutschen Wiedervereinigung und dem Ende des Kalten Kriegs verlor Afrika strategisch für viele Länder an Bedeutung. Die Afrikapolitik konnte sich aber nun unabhängig von Blockzwängen verstärkt auf Entwicklungshilfe und Menschenrechte konzentrieren. Im Oktober 1991 veröffentlichte das BMZ fünf Kriterien für die deutsche Entwicklungszusammenarbeit:
1. Achtung der Menschenrechte
2. Beteiligung der Bevölkerung
3. Rechtsstaatlichkeit
4. Schaffung einer marktfreundlichen, aber sozialen Wirtschaftsordnung
5. Entwicklungsorientierung staatlichen Handelns

Die Beziehungen zu den afrikanischen Ländern, insbesondere in Bezug auf die Handelspolitik, wurden auch verstärkt von der EU und durch internationale Verträge wie das Cotonou-Abkommen geprägt. In den letzten Jahren entwickelten viele deutsche Ministerien eigene Afrikastrategien und auch die Bundesregierung bemüht sich um eine kohärente Strategie. Zu den Initiativen gehören z. B. der Marshallplan mit Afrika des BMZ, die Initiative Pro! Afrika des BMWi oder der vom BMF koordinierte Compact with Africa. Im Jahr 2019 veröffentlichte die Bundesregierung die Fortschreibung der Afrikapolitischen Leitlinie von 2014. Diese ist an Zielen in fünf Bereichen – Frieden und Stabilität, nachhaltige Wirtschaftsentwicklung, Migration, Afrika in der Weltordnung und zivilgesellschaftliche Partnerschaften – ausgerichtet. Nichtregierungsorganisationen äußerten die Sorge, dass durch die neue Ausrichtung die Entwicklungspolitik der Migrationsabwehr untergeordnet werden könne. Persönlicher Afrikabeauftragter des Bundeskanzlers war von 2010 bis 2021 Günter Nooke, der aber wegen seines Umgangs mit Kritikern und in Zusammenhang mit Äußerungen zum Kolonialismus in der Kritik stand. Die im Januar 2023 vorgestellte Afrika-Strategie von Entwicklungsministerin Schulze legte den Fokus vor allem auf die Schaffung von Arbeitsplätze und sozial-ökologischen Wandel sowie die Förderung von Frauen.

## Handlungsfelder der deutschen Afrikapolitik

### Entwicklungspolitik
Die deutsche ODA an afrikanische Länder betrug im Jahr 2017 3,274 Milliarden Euro. Die größten Empfängerländer waren Marokko (309 Millionen Euro) und Nigeria (257 Millionen Euro). Die Zahlung von Entwicklungshilfe unterliegt vielfach dem Prinzip der politischen Konditionalität, Finanzzusagen werden also an Forderungen im Bereich Menschenrechte oder Demokratisierung geknüpft. Deutschland kooperiert auch in der Entwicklungspolitik mit der Afrikanischen Union, der seit 2006 500 Millionen Euro aus Mitteln des BMZ zugesagt wurden. Dabei bezieht sich die Entwicklungspolitik auch auf die Ziele der Agenda 2063. NGOs kritisieren, dass in den vergangenen Jahren Entwicklungshilfe verstärkt an Konditionen des Flüchtlingsmanagements gebunden worden seien, und die weiterhin fehlende Kohärenz der deutschen und europäischen Entwicklungspolitik. Die europäische Entwicklungspolitik wird auch aus afrikanischer Sicht kritisiert und als „Handelskrieg der EU gegen afrikanische Länder“ wahrgenommen.

### Sicherheitspolitik
Im Bereich Sicherheitspolitik konzentriert sich das deutsche Engagement auf Krisenprävention, Konfliktbearbeitung und Friedensförderung. Auch der Kampf gegen Terrorismus wird aber von deutscher Seite thematisiert. Insgesamt wird die deutsche Sicherheitspolitik in Afrika aber als zögerlich beschrieben. Die deutsche Sicherheitspolitik ist eingebunden in die Sicherheitspolitik der EU in Afrika. Die EU unterstützt Peacekeeping-Missionen der Afrikanischen Union und insbesondere den Aufbau der Afrikanischen Friedens- und Sicherheitsarchitektur (APSA). Die Bundeswehr ist u. a. an der EU-Anti-Piraterie-Operation Atalanta und an der UN-Mission MINUSMA sowie der EU-Ausbildungsmission EUTM in Mali beteiligt. Die Auslandseinsätze dienen in der Praxis allerdings nicht nur der Friedenssicherung, sondern stehen auch in Zusammenhang mit der Sicherung deutscher Handelsinteressen (vor Somalia) und der deutschen Migrationspolitik (in Mali).

### Handels- und Wirtschaftspolitik
Die außenwirtschaftlichen Interessen der Bundesrepublik bestehen vor allem an den nordafrikanischen Ländern, Südafrika und Nigeria. Die BRD bezieht aus Afrika vor allem Öl und mineralische Rohstoffe und liefert Investitionsgüter. Der Anteil Afrikas am deutschen Außenhandel macht allerdings insgesamt nur zwei Prozent des gesamten Außenhandelsaufkommens (Importe und Exporte) aus. In der deutschen Politik liegt der Fokus auf der Förderung privatwirtschaftlicher Investitionen, so z. B. im Programm Compact with Africa. Auch die Pro! Afrika-Initiative des BMWi hat die Förderung von Investitionen durch die Ausweitung der Deckung von Hermesbürgschaften zum Ziel. Zwar werden von Seiten des Entwicklungsministeriums und auch vom Afrikabeauftragten der Bundesregierung Schutzzölle auf europäische Importe nach Afrika vorgeschlagen, die Bundesregierung spricht sich aber insgesamt stärker für mehr Freihandel aus.
Die Handelsbeziehungen zu afrikanischen Ländern zeichnen sich durch eine hohe Fragmentierung aus. Afrikanische Länder handeln mit der EU unter verschiedenen Bedingungen. Im Rahmen des Cotonou-Abkommens haben einige afrikanische Staaten (zusammengeschlossen in Regionen) sogenannte Wirtschaftspartnerschaftsabkommen mit der EU abgeschlossen, die allerdings sowohl von zivilgesellschaftlicher Seite als auch von einigen Staaten stark kritisiert wurden, weil sie die Stellung europäischer Konzerne auf afrikanischen Märkten stärken, die Entwicklung der afrikanischen Länder aber nicht vorantreiben würden. Die sogenannten Least Developed Countries haben unter dem Abkommen Everything but Arms weitestgehend zollfreien Zugang zu EU-Märkten, können aber ihre eigene Märkte durch Zölle schützen. Zusätzlich verhandelt die EU im Rahmen der EUROMED-Partnerschaft mit einigen nordafrikanischen Staaten über ein eigenes Freihandelsabkommen. Da das Cotonou-Abkommen im Jahr 2020 auslaufen sollte, wurde lange um ein Nachfolgeabkommen gestritten. Durch die Schaffung der afrikanischen Freihandelszone AfCFTA hat sich die Verhandlungsposition der afrikanischen Staaten nach Experteneinschätzungen verbessert. 2023 wurde das im Januar 2024 in Kraft tretende Samoa-Abkommen als Folgeabkommen geschlossen. Allerdings sind daran Länder wie Namibia und Südafrika nicht mehr beteiligt.

### Migrationspolitik
Afrika ist Ursprung vieler Migrationsbewegungen. In den Staaten Subsahara-Afrikas denkt ein Drittel der Bevölkerung über das Auswandern nach, der Großteil der Migration findet aber innerafrikanisch statt. Durch das hohe Bevölkerungswachstum wird mit einem Anstieg der Zahl von Migranten gerechnet. Migrationspolitik ist somit in den vergangenen Jahren verstärkt in den Fokus der deutschen und europäischen Afrikapolitik geraten. Das Bundesinnenministerium plante im Sommer 2018 einen Masterplan Migration, der vielfach die Ideen des oben genannten Marshallplans mit Afrika aufgegriffen hätte, aber nicht weiterverfolgt wurde.
Deutschland leistet mit 160 Millionen Euro den größten bilateralen Beitrag zum Europäischen Treuhandfonds für Afrika (EUTF), der die strukturellen Ursachen für Migration bekämpfen soll. Der EUTF ist Teil einer Strategie, die versucht migrationspolitische Maßnahmen zu externalisieren, also außerhalb der EU-Außengrenzen durchzuführen. Kritisiert wird, dass die Vergabepraxis nicht auf Nachhaltigkeit und Langfristigkeit ausgelegt sei, dass Gelder, die für entwicklungspolitische Projekte vorgesehen waren zur Migrationsabwehr umgewidmet würden und dass sich die geförderten Projekte auf Länder konzentrieren, die entlang der Fluchtrouten liegen, die aber selbst nicht zu den größten Aufnahmeländern gehören.
Die deutsche Regierung setzt sich außerdem für Grenzschließungen innerhalb Afrikas ein, um Migration einzudämmen und unterstützt lokale Regierungen bei der Umsetzung dazu geeigneter Projekte. Dazu gehört neben der Gewährung von Entwicklungshilfe auch die militärische Beratung, so etwa im Niger. Diese Politik wird kritisiert, weil z. B. die Forderung nach Grenzschließungen den Bemühungen um mehr Freihandel widerspricht.